# Risi Kapur
Risi Kapur, Rishi Kapoor (Bombay, 1952. szeptember 4. – Mumbai, 2020. április 30.) indiai színész.

## Fontosabb filmjei
- Mera Naam Joker (1970)
- Bobby (1973)
- Laila Majnu (1976)
- Kabhi Kabhie (1976)
- Hum Kisi Se Kum Nahin (1977)
- Amar Akbar Anthony (1977)
- Pati Patni Aur Woh (1978)
- Badaltey Rishtey (1978)
- Karz (1980)
- Zamaane Ko Dikhana Hai (1981)
- Prem Rog (1982)
- Tawaif (1985)
- Nagina (1986)
- Chandni (1989)
- Khoj (1989)
- Deewana (1992)
- Raju Chacha (2000)
- Kuch Khatti Kuch Meethi (2001)
- Yeh Hai Jalwa (2002)
- Tehzeeb (2003)
- Hum Tum (2004)
- Belepusztulni (Fanaa) (2006)
- Namastey London (2007)
- Om Shanti Om (2007)
- Airport (2008)
- Egy csipetnyi szerelem és varázslat (Thoda Pyaar Thoda Magic) (2008)
- Luck by Chance (2009)
- Love Aaj Kal (2009)
- Lángokban (Agneepath) (2012)
- Student of the Year (2012)
- Amíg csak élek (Jab Tak Hai Jaan) (2012)